# ترس از ارتفاع
بُلَندی‌هَراسی یا ترس از ارتفاع یا آکروفوبیا (انگلیسی: Acrophobia) یک ترس شدید یا غیرمنطقی یا هراس از ارتفاع است، به‌ویژه زمانی که فرد در ارتفاع خاصی قرار ندارد.  این هراس در صورتی که فرد را دچار وحشت یا اختلال هراس کند می‌تواند خطرناک باشد. آکروفوبیا مانند ترس از صدای بلند و مهیب، یکی از دو ترس اولیه ای می‌باشد که به اکثر کودکان در سال های ابتدایی زندگی خود القا می شوند؛ بلندی‌هراسی درمان‌پذیر است و بیشتر افرادی که به دنبال درمان‌اند، می‌توانند به‌طور کامل بر ترس‌های خود غلبه کنند.

## تعریف
1. فکر کردن به شرایطی که طی آن فرد در بلندی قرار دارد و در صورت نبود کمک احتمال افتادن وی وجود دارد، یا تماشا کردن فردی در چنین شرایطی، افراد مبتلا به ترس از ارتفاع را دچار اضطراب می‌کند.
2. همچون در سایر فوبیاها یا هراس‌ها، فرد کاملاً متوجه غیرمنطقی و نامعقول بودن ترس خود است، ولی با این وجود نمی‌تواند بر آن غلبه کند.
3. در صورتی که فرد در شرایط استرس‌زا (بلندی) قرار بگیرد، دچار اضطراب و ترس شدید می‌شود. ممکن است او برای مقابله با این حالت از روش‌های ضدهراسی استفاده کند، همچون پوشیدن لباسی خاص، به همراه داشتن وسیله‌ای خاص یا حضور داشتن فردی دیگر.
4. باوجود این افراد تا ممکن است از مواجهه با چنین شرایطی پرهیز می‌کنند، به‌طوری‌که ممکن است در زندگی شخصی یا اجتماعی آن‌ها تأثیر منفی داشته باشد.

به‌طورکلی، هر کسی ممکن است چنین علایمی را از خود نشان دهد، اما فرد تنها در صورتی بیمار شناخته می‌شود که این ترس زندگی روزانه و خانوادگی او را مختل کند.

## علائم ترس از ارتفاع
اگر ترس از ارتفاع دارید، ممکن است هرگز علائم سرگیجه را تجربه نکنید. در عوض هنگامی‌که در ارتفاع هستید، احساس ترس کنید و به‌طور غریزی دنبال چیزی بگردید که به آن بچسبید، چراکه نمی‌توانید تعادل خود را حفظ کنید.
واکنش‌های رایج این نوع ترس عبارت‌اند از: سریع پایین آمدن، حالت خزیدن به خود گرفتن، به زانو درآمدن یا خم‌کردن بدن.
از لحاظ احساسی و جسمی، واکنش به اکروفوبیا شبیه واکنش به دیگر ترس‌هاست. در این نوع ترس ممکن است شروع به لرزیدن، تعریق، تپش قلب، گریه یا حتی فریادزدن کنید. احساس وحشت و فلج‌شدن کنید و حتی قدرت تفکر را نیز از دست بدهید.
اگر به بلندی‌هراسی مبتلا هستید، احتمالاً از موقعیت‌هایی که باعث می‌شود زمانی در ارتفاع باشید نیز وحشت دارید. برای مثال نگران باشید که در تعطیلات آینده به اتاق هتلی می‌روید که در طبقهٔ بالا قرار دارد یا از تعمیر خانه به دلیل ترس از نردبان صرف‌نظر کنید یا حتی از رفتن به خانهٔ دوست‌تان به‌خاطر داشتن بالکن یا قرار داشتن پنجره‌ای بالای پله‌ها امتناع کنید.

## شیوع شناسی
تقریباً ۲ تا ۵ درصد جمعیت عمومی به بلندی‌هراسی مبتلا هستند و ابتلا زنان به این هراس دوبرابر بیشتر از مردان است.
شکل خفیف‌‌تری از ترس یا اضطراب ناشی از دیدن ارتفاع، ناتوانی تحمل بصری ارتفاع (به انگلیسی : visual height  intolerance) نامیده می‌شود. تا یک سوم افراد ممکن است سطحی از این عدم تحمل بصری ارتفاع را داشته باشند. این افراد معمولاً از نظر شدت بار علائم، زندگی اجتماعی و کیفیت کلی زندگی در مقایسه با افراد مبتلا به بلندی‌هراسی شرایط بهتری دارند. با این حال، تعداد کمی از افراد مبتلا به «ناتوانی تحمل بصری ارتفاع» نیز به دنبال کمک حرفه‌ای هستند.

## درمان
1. دارودرمانی که معمولاً از هورمون کورتیزول اغلب به صورت قرص برای درمان استفاده می‌کنند.[۹][۱۰][۱۱]
2. رفتاردرمانی شناختی یا مواجهه‌درمانی (حساسیت‌زدایی) که فرد را به‌تدریج با موقعیت‌هایی که دچار اضطراب می‌شود روبه‌رو می‌کنند تا متوجه ترس غیرمنطقیِ خود شود. این یک درمان بسیار مؤثر برای بلندی‌هراسی است. متخصصان بیمار را در مواجهه با عامل ترس قرار می‌دهند و تلاش می‌کنند تا ترس را مرحله به مرحله کاهش دهند. در موارد بلندی‌هراسی، به بیماران تمرین‌هایی مانند بالارفتن از پله داده می‌شوند. متخصص باید بداند که فرد چرا و چگونه دچار ترس می‌شود. در طی جلسات منظم، پزشک باید به‌تدریج ارتفاع را افزایش و درجهٔ ترس را کاهش دهد.[۱۲]
3. استفاده از واقعیت مجازی: امروزه در بسیاری از کشور‌ها بیمار با استفاده از دوگوشی، نمایشگر سربند و سیستم ردیابی با محیطی مجازی در ارتفاع مواجه می‌‌شود . زمانی که هدست و نمایشگر روی سر بیمار قرار می گیرد، با حرکت سر بیمار و تغییر موقعیت وی در واقع در دنیای مجازی به اطراف نگاه می کند و تغییر موقعیت پیدا می‌کند و با این کار تمرین رویارویی با ترس خود می‌کند.[۱۳]
4. غلبه بر هیجانات خود.[۱۴]
5. بستن چشم‌ها و کشیدن یک نفس عمیق.[۱۵]

## جامعه و فرهنگ
در فیلم سرگیجه به کارگردانی آلفرد هیچکاک، جان اسکاتی فرگوسن با بازی جیمز استوارت، پس از حادثه‌ای که باعث می‌شود او هم به بلندی‌هراسی و سرگیجه مبتلا شود، باید از نیروی پلیس استعفا دهد. در فیلم کلمه سرگیجه فقط یک بار ذکر شده است، درحالی‌که بلندی‌هراسی چندین بار استفاده می‌شود. در طول این فیلم به ترس از ارتفاع و سقوط اشاره های متعددی وجود دارد.